# Кревякинская серия
Кревякинская серия С3kr — стратиграфическое подразделение, первая из трёх серий касимовского яруса верхнего карбона.  Преимущественно карбонатная, сложена известняками, доломитами, глинами и мергелями. 

## История и стратотип
Была выделена  Б. М. Даньшиным  в 1947 году как «толща известняков и мергелей с двумя прослоями конгломерата из известняковых галек» в  нижнем течении реки Москвы у города Воскресенск. Стратотипом является  разрез бывшего Суворовского карьера, расположенного на левом берегу Москвы, ниже Воскресенска у станции Цемгигант. Отложения кревякинской серии в настоящее время выделяются на бортах  Афанасьевского карьера

## Этимология
Название дано в честь деревни Кревякино, ныне располагающейся на территории подмосковного города Воскресенск.

## Подразделения
- Суворовская свита (С3sv)  — белые и светло-серые известняки, с  прослоями доломитов, глин и мергелей. В основании свиты тонкий прослой известнякового конгломерата — граница среднего и верхнего карбона[5].Выделена  М. Х. Махлиной, название дано в честь бывшей деревни Суворово[1].
- Воскресенская свита(С3vs) — красноцветные песчаные глины и мергели,  реперная граница в верхнем карбоне.